# Демотическа писменост
Демотическата писменост (от старогръцки: δημοτικός – „народен“) е древноегипетска писменост, произлизаща от северните форми на йератическата писменост, която се използва в делтата на Нил, и етапът на египетския език, който се пише с тази писменост, след новоегипетския и предшестващ коптския език. Терминът е използван за пръв път от гръцкия историк Херодот, за да го различи от йератическото писмо и йероглифите.

## Писменост
Демотическата азбука се нарича от египтяните „документална писменост“, което Климент Александрийски нарича „буквена писменост“ (на старогръцки: επιστολογραφική), докато ранните западни изследователи като Томас Йънг я наричат „народен египетски“ (на английски: Enchorial Egyptian). Писмеността се използва в продължение на над хиляда години и през това време възникват ред етапи на развитие. Пише се и се чете от дясно наляво, докато по-ранните йероглифи могат да се изписват от горе надолу, от ляво надясно или от дясно наляво.

### Ранен етап
Ранната демотическа писменост се развива Долен Египет към края на 25-ата династия, особено срещаща се върху стели в Серапеум и Сакара. Обичайно се датира между 650 и 400 г. пр. н. е., тъй като повечето текстове, написани на ранен демотически датират от 26-ата династия и последвалото управление като сатрапия в рамките на Ахеменидското царство, което е познато още като 27-ата династия. След обединяването на Египер при Псамтик I демотическото писмо заменя йератическото в Горен Египет, особено при управлението на Амасис II, когато става официална писменост на администрацията и правосъдието. През този период йероглифите и йератическата писменост се запазват в употреба при религиозните текстове и литературата.

### Среден етап (птолемейски)
Следващият етап в развитието на писмеността (ок. 400 – 30 г. пр. н. е.) възниква по време на управлението Птолемейския Египет. След 4 век. пр. н. е. демотическата писменост има по-висок статут, което може да се види чрез повишаващата му се употреба в литературата и религиозните текстове. Към края на 3 век пр. н. е. койне гръцкият е по-важен, тъй като е административният език на държавата. Демотическото писмо губи по-голямата част от употребата си в правосъдието.

### Късен етап (римски)
След началото на римското управление в Египет, демотическото писмо все по-рядко се използва в обществения живот. Все пак, съществуват редица литературни текстове, написани на демотически (ок. 30 пр. н. е. – 452 от н. е.), особено от 1 и 2 век от н. е., макар количеството на демотическите текстове да намалява с бързо темпове към края на 2 век. В контраст с начина, по който латинския елиминира езиците на малцинствата в западната част на империята и разширяването на койне гръцкия, който води до изчезването на фригийския, той не замества изцяло демотическия. След това демотическият се използва само за няколко остракони, послеписи на гръцки текстове, надписи на мумии и графити. Последният пример за демотическа писменост е датиран от 11 декември 452 г. и представлява графити върху стените на храм на Изида на остров Филе.

## Език
Демотическият език се развива от новоегипетския език и споделя доста общи черти с наследилия го коптски египетски език. В ранните етапи на демотическия, той вероятно представлява устен диалект за времето си. Но с увеличаването на употребата му в литературата и религиозните текстове, писменият език започва да се отличава все повече от устната форма, което води до значителна диглосия между късните демотически текстове и устният език по това време, което е сходно с употребата на класическия египетски език по време на птолемейския период.

## Разшифроване
Розетският камък е открит през 1799 г. На него се разчитат три писмености на един и същ текст: гръцка, демотическа и йероглифи. В средата на камъка се намират 32 реда на демотически. Тази писменост е разшифрована преди йероглифите, започвайки с усилията на Антоан Изак Силвестр дьо Саси. Изследователите накрая успяват да разшифроват и йероглифите. Египтолозите, лингвистите и папиролозите, които се специализират в изучаването на демотическия етап на египетската писменост се наричат демотисти.
Таблицата по-долу показва някои изведени сходства между йероглифите, демотическата писменост и оцелялата коптска писменост.
| SA |

| SA |

| f |

| f |

| M12 |

| M12 |

| F18 · Y1 |

| F18 · Y1 |

| U29 |

| U29 |

| k |

| k |

| D37 · t |

| D37 · t |